# Società Sportiva Catania 1933-1934
Questa voce raccoglie le informazioni riguardanti la Società Sportiva Catania nelle competizioni ufficiali della stagione 1933-1934.

## Stagione
Il Duca di Misterbianco vuole la Serie B e la ottiene con il suo Catania nella stagione 1933-1934. Come allenatore viene chiamato il trentottenne ungherese Géza Kertész, il suo gioco funziona a meraviglia. I rossoazzurri arrivano primi nel girone H con 41 punti davanti al Siracusa, e primo nel girone finale a quattro davanti al Savona, alla Biellese ed alla Reggiana. 
L'attacco etneo è una mitraglia, Ercole Bodini 21 reti, Alberto Pignattelli 18, Cocò Nicolosi 14 e Ottorino Casanova 10 centri. L'8 luglio battendo la Biellese (4-0) si ottiene l'agognata promozione, a Catania inizia la festa, il pubblico inneggia al presidente, all'allenatore ed anche i giocatori si godono l'acclamazione della folla.

## Rosa
| N. |                   | Ruolo | Calciatore         |
| -- | ----------------- | ----- | ------------------ |
|    | Italia (bandiera) | D     | Giacinto Bavazzano |
|    | Italia (bandiera) | D     | Ferruccio Bedendo  |
|    | Italia (bandiera) | A     | Mario Bianzino     |
|    | Italia (bandiera) | C     | Ercole Bodini      |
|    | Italia (bandiera) | C     | Francesco Buccheri |
|    | Italia (bandiera) | A     | Giuseppe Buccheri  |
|    | Italia (bandiera) | C     | Ottorino Casanova  |
|    | Italia (bandiera) | D     | Giovanni Degni     |
|    | Italia (bandiera) | P     | Mario Fontana      |
|    | Italia (bandiera) | C     | Gino Giuberti      |

| N. |                    | Ruolo | Calciatore          |
| -- | ------------------ | ----- | ------------------- |
|    | Romania (bandiera) | D     | Gyula Emil Micossi  |
|    | Italia (bandiera)  | D     | Mario Migliavacca   |
|    | Italia (bandiera)  | D     | Mario Miltone       |
|    | Italia (bandiera)  | C     | Mario Nicolini      |
|    | Italia (bandiera)  | A     | Nicolò Nicolosi     |
|    | Italia (bandiera)  | C     | Alberto Pagliarini  |
|    | Italia (bandiera)  | A     | Mario Parovel       |
|    | Italia (bandiera)  | A     | Marcello Pellarin   |
|    | Italia (bandiera)  | A     | Alberto Pignattelli |
|    | Italia (bandiera)  | P     | Mario Sernagiotto   |

## Risultati

### Prima Divisione

#### Girone di andata
| Arbitro: | Puglia (Napoli) |

|           |           |                                             |
| Raimo 64’ | Marcatori | 14’, 33’ Nicolini 30’ Bianzino 44’ Pellarin |

| Arbitro: | De Sanctis (Roma) |

|                                                           |           |                   |
| Pignattelli 2’ Micossi 15’ Nicolini 19’, 64’ Nicolosi 69’ | Marcatori | 4’ (aut.) Miltone |

| Arbitro: | Benvignati (Roma) |

|                                             |           |  |
| Pellarin 40’ Bianzino 60’ Bodini 87’ (rig.) | Marcatori |  |

| Arbitro: | Gianni (Pisa) |

|                                           |           |                           |
| Cavazza 16’, 41’ Finotto 60’ Cristina 82’ | Marcatori | 36’ Nicolosi 80’ Bianzino |

| Arbitro: | Mazza (Torre del Greco) |

|  |           |                  |
|  | Marcatori | 5’ (rig.) Bodini |

| Arbitro: | Carnevali (Roma) |

|                        |           |  |
| Casanova 2’ Bodini 18’ | Marcatori |  |

| Arbitro: | Scotti (Taranto) |

|                                                                |           |             |
| Bianzino 7’ Bodini 21’, 25’, 57’, 75’ (rig.) Pellarin 62’, 78’ | Marcatori | 59’ Raineri |

| Arbitro: | Zampilloni (Frascati) |

|  |           |              |
|  | Marcatori | 80’ Bianzino |

| Arbitro: | De Crescenzo (Napoli) |

|  |           |                                             |
|  | Marcatori | 28’, 80’, 82’ Pignattelli 73’, 85’ Casanova |

| Arbitro: | Casalini (Livorno) |

|                                                             |           |              |
| Bodini 27’ (rig.) Casanova 51’ Bianzino 61’ Pignattelli 77’ | Marcatori | 75’ Castelli |

| Arbitro: | Gamba (Napoli) |

|                           |           |              |
| Degni 38’ Bodini 58’, 80’ | Marcatori | 84’ Vignozzi |

| Arbitro: | Dattilo (Roma) |

|  |           |                       |
|  | Marcatori | 88’ (aut.) De Martino |

| Arbitro: | Ferro (Palermo) |

|                                      |           |  |
| Pignattelli 53’, 86’ Bodini 55’, 78’ | Marcatori |  |

#### Girone di ritorno
| Arbitro: | Filosa (Napoli) |

|                      |           |  |
| Pignattelli 19’, 68’ | Marcatori |  |

| Arbitro: | Ronzio (Roma) |

|                                |           |                           |
| Bergamini 15’, 80’ Finotto 45’ | Marcatori | 49’ Degni 57’ Pignattelli |

| Arbitro: | Del Bianco (Roma) |

|            |           |                                                      |
| Vargiù 84’ | Marcatori | 13’ Bodini 37’ (rig.), rig’ Nicolosi 52’ Pignattelli |

| Arbitro: | Zorzi (Udine) |

|                 |           |  |
| Pignattelli 51’ | Marcatori |  |

| Arbitro: | Cardani (La Spezia) |

|                     |           |  |
| Nicolosi 48’ (rig.) | Marcatori |  |

| Arbitro: | Rosa (Roma) |

|  |           |                   |
|  | Marcatori | 21’, 76’ Nicolosi |

| Palmi 25 febbraio 1934 20ª giornata | Palmese         | 0 – 0 | Catania | Stadio Giuseppe Lopresti\| Arbitro: \| Tonnetti (Roma) \| |
| Arbitro:                            | Tonnetti (Roma) |       |         |                                                           |

| Arbitro: | Serio (Palermo) |

|                                              |           |  |
| Bodini 15’, 85’ Pignattelli 65’ Casanova 74’ | Marcatori |  |

| Arbitro: | Celano (Roma) |

|                                 |           |  |
| Pignattelli 15’, 62’ Bodini 88’ | Marcatori |  |

| Arbitro: | Puglia (Napoli) |

|  |           |            |
|  | Marcatori | 75’ Bodini |

| Arbitro: | Biancone (Roma) |

|               |           |  |
| Lenzarini 25’ | Marcatori |  |

| Arbitro: | Soliani (Genova) |

|                                                            |           |  |
| Casanova 18’, 89’ Pignattelli 34’, 36’, 40’ Pagliarini 86’ | Marcatori |  |

| Arbitro: | Dentuti (Taranto) |

|              |           |                         |
| Franzese 68’ | Marcatori | 27’ Bodini 75’ Nicolosi |

#### Girone finale
| Arbitro: | Mazzarini (Roma) |

|                     |           |  |
| Nicolosi 11’ (rig.) | Marcatori |  |

| Arbitro: | Levrero (Genova) |

|                                                 |           |                                           |
| Fornaciari 29’ Violi 65’ (rig.) Migliavacca 72’ | Marcatori | 26’, 30’ Nicolosi 34’ Bodini 60’ Bianzino |

| Arbitro: | Bertone (Milano) |

|                             |           |  |
| Costanzo I 54’ Tagliani 62’ | Marcatori |  |

| Arbitro: | Mazzarini (Roma) |

|                                     |           |              |
| Calcagno 55’ Della Valle 88’ (rig.) | Marcatori | 47’ Bianzino |

| Arbitro: | Mazza (Torre del Greco) |

|                                      |           |  |
| Bodini 28’ Nicolosi 82’ Casanova 89’ | Marcatori |  |

| Arbitro: | Bevilacqua (Viareggio) |

|                                             |           |  |
| Casanova 10’, 61’ Nicolini 21’ Nicolosi 67’ | Marcatori |  |